# Afacerea Riutin
Afacerea Riutin a fost unul dintre cele mai importante dovezi ale existenței opoziției organizate împotriva politicii staliniste. În 1932, Martemian Riutin, (în limba rusă Мартемьян Никитич Рютин), un comunist de dreapta care ajunsese la apogeul puterii la începutul anilor ’30 ai secolului al XX-lea, a scris un document prin care cerea încetarea colectivizării forțate, reabilitarea opozanților învinși, (printre aceștia aflându-se Troțki), precum și destituirea lui Stalin. Documentul lui Riutin, semnat și de alți câțiva lideri de frunte ai comuniștilor ruși, îl acuza pe Stalin de distrugerea revoluției comuniste. În septembrie, Riutin, Kamenev, Zinoviev și alți 14 alți opozanți ai lui Stalin au fost judecați în cadrul unui proces spectacol, (vezi Primul proces de la Moscova), au fost găsiți vinovați și au fost excluși din Comitetul Central. Stalin a dorit ca Riutin să fie executat, dar cerea lui a fost refuzată de Politburo, ceea ce ne arată că dictatorul sovietic nu ajunsese încă pe culmile puterii sale. Acest incident a fost un pas spre Marea Epurare, care avea să-l pună la adăpost pe Stalin de orice alt atac.